# Amir El Kacem
Amir El Kacem, né dans le 15e arrondissement de Paris en 1985, est un acteur français.

## Biographie
Né à Paris, Amir El Kacem rentre en 2009 au Cours Florent. En 2011, il intègre le Conservatoire national supérieur d'art dramatique de Paris où il travaille, pendant trois ans, avec notamment Gérard Desarthe, Xavier Gallais ou Caroline Huppert.
En 2014, il décroche son premier grand rôle au cinéma dans  Une histoire de fou, sous la direction de Robert Guédiguian, un film sur la cause arménienne présenté dans la section Séance spéciale au Festival de Cannes 2015. Il fait ensuite une apparition dans le film de Michel Gondry Microbe et Gasoil avant de rejoindre l’équipe du convoi de Frédéric Schoendoerffer.
En 2015, Lucas Belvaux lui offre le rôle masculin principal, auprès de Nicole Garcia et Louise Bourgoin, dans le téléfilm La Fin de la nuit, tiré du roman éponyme de François Mauriac qui retrace la fin de la vie de l'héroïne Thérèse Desqueyroux.
Il incarnera le docteur Guillotin, premier rôle dans la série uchronique La Révolution, prévue pour octobre 2020 sur Netflix.
Parallèlement, il apparaît dans des productions télévisées et plusieurs courts-métrages dont Brahim de Julien Hérisson où il interprète le rôle-titre, celui d'un jeune homme de 20 ans en réinsertion, travaillant durement dans un restaurant afin d'aider financièrement sa mère et d'éviter à sa petite sœur une jeunesse difficile comme la sienne. On le voit aussi sur scène dans, entre autres Les Justes d'Albert Camus.

## Filmographie

### Cinéma

#### Longs métrages
- 2012 : Harissa mon amour de Frédéric Dantec : Samir
- 2015 : Une histoire de fou de Robert Guédiguian : Vahé
- 2015 : Microbe et Gasoil de Michel Gondry : un journaliste
- 2015 : Le Convoi de Frédéric Schoendoerffer : Yacine
- 2016 : Éperdument de Pierre Godeau : Mam's
- 2016 : L’Ascension de Ludovic Bernard : Kévin
- 2017 : Sparring de Samuel Jouy : le vendeur
- 2017 : Jalouse de David Foenkinos et Stéphane Foenkinos : Stan
- 2018 : Comme des rois de Xabi Molia : Mehdi
- 2018 : Abdel et la Comtesse de Isabelle Doval : Abdel
- 2019 : Inséparables de Varante Soudjian : Karim
- 2022 : Overdose d'Olivier Marchal : Waheed Nawabi
- 2023 : Gueules noires de Mathieu Turi : Amir

#### Courts métrages
- 2010 : Dans mon jardin de Stéphane Gilet : le génie
- 2013 : TWE de Itvan Kebadian : Skimo
- 2014 : Trou de Anne Brouillet : le méchant pompier
- 2014 : Errance de Peter Dourountzis : un client du bar
- 2014 : Appel d'air de Anne Brouillet : un pompier
- 2015 : Samedi soir de Stéphanie Murat : Mehdi
- 2015 : Quinte flush de Annelle Habzi : Altess
- 2016 : Brahim de Julien Hérisson : Brahim
- 2016 : Le Drapeau est grand de Julien Saez : le jeune homme
- 2017 : Les Pétales bleues de Valentin Pittard : Marco

### Télévision

#### Téléfilms
- 2015 : La Fin de la nuit de Lucas Belvaux : Mourad
- 2019 : Une mort sans importance de Christian Bonnet : Nassim Dridi
- 2019 : Classe unique de Gabriel Aghion : Nassim

#### Séries télévisées
- 2013 : Boulevard du Palais, épisode Les Liens de sang de Christian Bonnet : Yacine
- 2015 : Nina, épisode Sous le choc d'Adeline Darraux : Babu Shamlan
- 2016 : Les Hommes de l'ombre, trois épisodes de Fred Garson
- 2016 : Kaboul Kitchen, saison 3, dix épisodes de Virginie Sauveur et Guillaume Nicloux : Jamal le fils du Colonel
- 2018 : Prof T. de Nicolas Cuche : Dan Levasseur
- 2018 : Access (série C8) : Thomas
- 2018 : Hippocrate série télévisée (Saison 1) : Samir
- 2020 : La Révolution (Netflix) : Joseph Ignace Guillotin
- 2024 : Face à face de July Hygreck et Julien Zidi : commissaire Elias Sarahoui

## Théâtre

### Comédien
- 2014 : Les Sacrifiées, mise en scène Vincent Goethals, Conservatoire national supérieur d'art dramatique de Paris[6]
- 2014 : Bleu de Rémi de Vos, mise en scène Cyril Anrep, Théâtre Paris-Villette
- 2016 : Les Justes d'Albert Camus, mise en scène Tatiana Spivakova, La Loge Paris

### Auteur
- 2004 : 24 heures à Cenon
- 2005 : Le Diable, la fille et le moulin